# Fotsiforia pookadensis
Fotsiforia pookadensis är en stekelart som beskrevs av Sudheer 2004. Fotsiforia pookadensis ingår i släktet Fotsiforia och familjen brokparasitsteklar. Inga underarter finns listade i Catalogue of Life.